# Kapela Majke Božje Kraljice Hrvata u Remetincu
Kapela Majke Božje Kraljice Hrvata katolička je kapela koja se nalazi u zagrebačkoj četvrti Novi Zagreb - zapad u naselju Remetinec. Do izgradnje Župne crkve Blažene Djevice Marije Kraljice Hrvata kapela Majke Božje Kraljice Hrvata služila je kao župna crkva. Blagoslovio ju je zagrebački nadbiskup Antun Bauer.

## Povijest i arhitektura
Projekt za izgradnju crkve djelo je arhitekta Jurja Denzlera iz 1934. godine. Kapela je malih dimenzija, te iako smještena na križanju Karlovačke i Brezovačke ceste, ona nije istaknut element križanja. Parcela kapele je ogradom odvojena od ceste, a ispred kapele je formiran manji prilazni trg izrazito slabog javnoga karaktera.
Kapela je jednobrodna građevina sa pjevalištem i polukružnom apsidom. Ispred pročelja nalazi se jednostavan četvrtasti zvonik. Dimenzije kapele su 15×7 metara.
Oltar, preuređen 1966. godine, je jednostavan mramorni stol kojemu oltarna menza počiva na širem stupu. Iznad svetohraništa na zidu apside nalazi se kip bl. Djevice Marije s djetetom u naručju. Iznad kipa se u reljefu naziru elementi hrvatskoga grba.

## Galerija
- Pogled na kapelu
- Ulazna vrata
- Kipa Alojzija stepinca ispred crkve